# Rob Derikx
Rob Gerard Marie Derikx (* 25. August 1982 in ’s-Hertogenbosch) ist ein ehemaliger niederländischer Hockeyspieler, der bei den Olympischen Spielen 2004 die Silbermedaille gewann. Er war Weltmeisterschaftsdritter 2002 sowie Europameister 2007 und Europameisterschaftszweiter 2005.

## Sportliche Karriere
Der 1,78 m große Mittelfeldspieler bestritt 175 Länderspiele für die niederländische Nationalmannschaft, in denen er vier Tore erzielte. Derikx debütierte 2001 in der Nationalmannschaft. Bei der Weltmeisterschaft 2002 in Kuala Lumpur belegten die Niederländer den zweiten Platz hinter der deutschen Mannschaft. Im Halbfinale verloren die Niederländer mit 1:4 gegen die Australier. Mit einem 2:1 nach Verlängerung gegen Südkorea erkämpften die Niederländer die Bronzemedaille. Der zu diesem Zeitpunkt 19-jährige Rob Derikx war in allen neun Spielen der Weltmeisterschaft dabei. Im Jahr darauf bei der Europameisterschaft in Barcelona unterlagen die Niederländer im Halbfinale der spanischen Mannschaft mit 2:5 und verloren auch das Spiel um den dritten Platz im Siebenmeterschießen gegen das englische Team. 2004 bei den Olympischen Spielen in Athen gewannen die Niederländer ihre Vorrundengruppe und siegten im Halbfinale mit 3:2 über die deutsche Mannschaft. Im Finale unterlagen die Niederländer den Australiern mit 1:2 nach Sudden Death durch ein Tor von Jamie Dwyer in der Verlängerung. Derikx wirkte in allen sieben Spielen mit.
Bei der Europameisterschaft 2005 in Leipzig gewannen die Niederländer ihre Vorrundengruppe mit einem 2:1 über Spanien. Nach einem 5:1-Halbfinalsieg über die belgische Mannschaft trafen die Niederländer im Finale erneut auf die Spanier und verloren mit 2:4. Von November 2005 bis November 2006 machte Rob Derikx kein Länderspiel. 2007 bei der Europameisterschaft in Manchester gewannen die Niederländer ihre Vorrundengruppe vor den Spaniern. Im Halbfinale bezwangen sie die Belgier mit 7:2 und im Finale gegen die Spanier gewannen die Niederländer mit 3:2 durch zwei Tore von Taeke Taekema und ein Tor von Matthijs Brouwer. Bei den Olympischen Spielen 2008 in Peking gewannen die Niederländer ihre Vorrundengruppe, unterlagen aber im Halbfinale dem deutschen Team im Penaltyschießen. Das Spiel um die Bronzemedaille verloren die Niederländer gegen die australische Mannschaft mit 2:6.
Derikx begann bei HC ’s-Hertogenbosch und wechselte dann nach den Olympischen Spielen 2004 zum Stichtse Cricket en Hockey Club. Viele Jahre spielte er im Verein und auch in der Nationalmannschaft gemeinsam mit seinem älteren Bruder Geert-Jan Derikx.